# V529 Возничего
V529 Возничего (лат. V529 Aurigae) — одиночная переменная звезда в созвездии Возничего на расстоянии (вычисленном из значения параллакса) приблизительно 4144 световых лет (около 1271 парсека) от Солнца. Видимая звёздная величина звезды — от +16,8m до +12,8m.

## Характеристики
V529 Возничего — красная пульсирующая переменная звезда, мирида (M) спектрального класса M. Эффективная температура — около 3285 K.